# PPD
PPD (Predicted Percentage Dissatisfied) – wskaźnik związany z komfortem cieplnym w pomieszczeniu. Stosowany w inżynierskiej ocenie komfortu cieplnego pomieszczeń (głównie w ogrzewnictwie, wentylacji i klimatyzacji). Jest to przewidywany odsetek niezadowolonych z warunków cieplnych panujących w pomieszczeniu. Ludzie wybierający wartości -3, -2, +2, +3 w skali [PMV] są uważani za osoby niezadowolone z komfortu cieplnego w pomieszczeniu.